# 3-メチルチオフェン
3-メチルチオフェン（英：3-Methylthiophene）は造式CH3C4H3Sで表される有機硫黄化合物である。無色の引火性液体である。2-メチルコハク酸の硫酸化により生成することができる。異性体である2-メチルチオフェンと同様に、その商業的合成には、適切な前駆体の気相脱水素反応が必要である。3-メチルチオフェンは、テニルジアミンやモランテルの前駆体である。